# Mieczysław Młynarski
Mieczysław Młynarski (Resko, Polonia; 17 de mayo de 1956 – 20 de junio de 2025) fue un jugador y entrenador de baloncesto polaco que jugó en la posición de alero.

## Carrera

### Club
| Periodo   | Club             |
| --------- | ---------------- |
| 1973–1987 | Górnik Wałbrzych |
| 1987–1988 | KKS Lech Poznań  |
| 1988–1994 | SVD 49 Dortmund  |

### Selección nacional
Młynarski representó a Polonia de 1975 a 1984, participó en los juegos Olímpicos de Moscú 1980. También participó en dos ediciones del EuroBasket, donde en ambas ocasiones fue el máximo anotador del torneo; 26.6 puntos por partido en 1979 y 23.1 puntos por partido en 1981.

### Entrenador
| Periodo   | Club                                       |
| --------- | ------------------------------------------ |
| 2009      | Górnik Wałbrzych                           |
| 2009–2012 | Nowe Miasto / KS Dark Dog Górnik Wałbrzych |
| 2016–2017 | Prakto Polonia Świdnica                    |

## Logros

### Club
- Polska Liga Koszykówki (1): 1982

### Individual
- Máximo anotador de la Polska Liga Koszykówki: 1980, 1981, 1983, 1984
- MVP de la PLK: 1981
- Seleccionado al equipo de estrellas FIBA Europa: 1981
- Máximo anotador del EuroBasket: (1979, 1981)

## Récords
- Más puntos anotados en un partido de la Polska Liga Koszykówki (90 puntos en 1982 con el Górnik Wałbrzych ante el Pogoń Szczecin).[3]